# Plaça de toros de Melilla
La plaça de toros de Melilla també coneguda com la mesquita del toreig és una plaça de toros a Melilla, Espanya. Es tracta d'una de les nou places de bous a Àfrica, juntament amb la Tànger, la de Luanda, la d'Orà, la d'Uchda, la de Vila Sanjurjo i la de Maputo, i és l'única en actiu al continent. D'estil neobarroc, està situada a l'Eixample Modernista que forma part del Conjunt Històric Artístic de la Ciutat de Melilla, Bé d'Interès Cultural.

## Història
Construïda en estil neobarroc en els terrenys del desmuntat turó de Sant Llorenç, on a principis del segle xx va aparèixer una necropolis datada dentre els segles segle i i segle ii, segons el projecte de l'equip d'arquitectes dirigit per Alejandro Blond Gonzaléz i compost a més per Manuel Sainz de Vicuña, Federico Faci, Jenaro Cristos i José Varela entre el 17 de gener de 1946, any en què ja funcionava a la plaça, i el 6 de setembre de 1947, data de la seva inauguració. La plaça va ser beneïda pel vicari eclesiàstic Carrasco, amb el comandant general de Melilla Rada i de l'alcalde Fernando Álvarez Clar el dia en què va ser inaugurada. La primera correguda de bous es va celebrar el 8 de setembre de 1946 i la inauguració oficial es va realitzar un any després, el 6 de setembre de 1947, amb la presència de l'Alta Comissaria d'Espanya al Marroc el Tinent general José Enrique Varela Esglésies. Per a aquest esdeveniment es va anunciar als cartells als distres Gitanillo de Triana, Manuel Rodríguez Manolete i Pepín Martín Vázquez i bous de la ramaderia Santa Coloma-Joaquín Buendía. Manolete no obstant, no va arribar a actuar al cós de Melilla a causa de la seva mort a la plaça de bous de Linares pocs dies abans, el 28 d'agost. El torero Pepín Martín Vázquez també va ser baixa. Per tant, el cartell inaugural va quedar llavors anunciat amb Domingo Ortega, Gitanillo de Triana, Luís Miguel Dominguín i Agustín Parra Parrita . Els primers trofeus atorgats a la plaça van ser a Domingo Ortega va obtenir que per la seva feina va obtenir dues orelles, una cua i una pota; Dominguín va obtenir dues orelles i cua amb dues voltes a l'arena en el seu primer bou, però va ser collit en el setè de la tarda, resultant ser el primer espasa ferit en el cós africà.
En les festes patronals de 1949 el sacerdot Fernández va beneir la seva capella, amb la imatge de la Verge del Perpetu Socors. El periodista taurí Gregorio Corrochano la va batejar com la mesquita del Toreo.

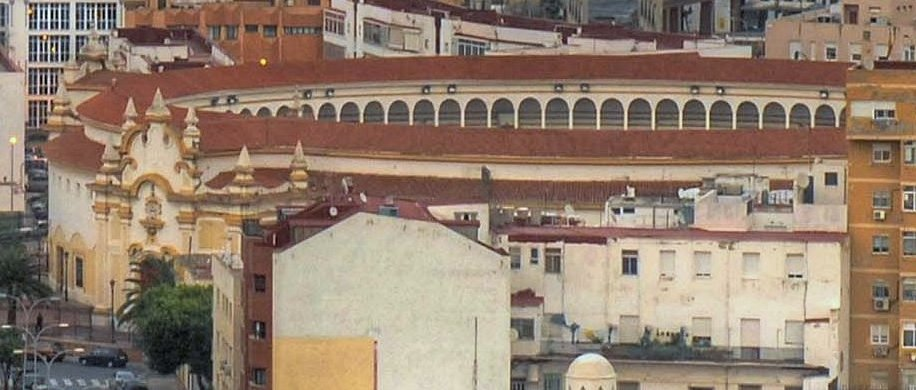
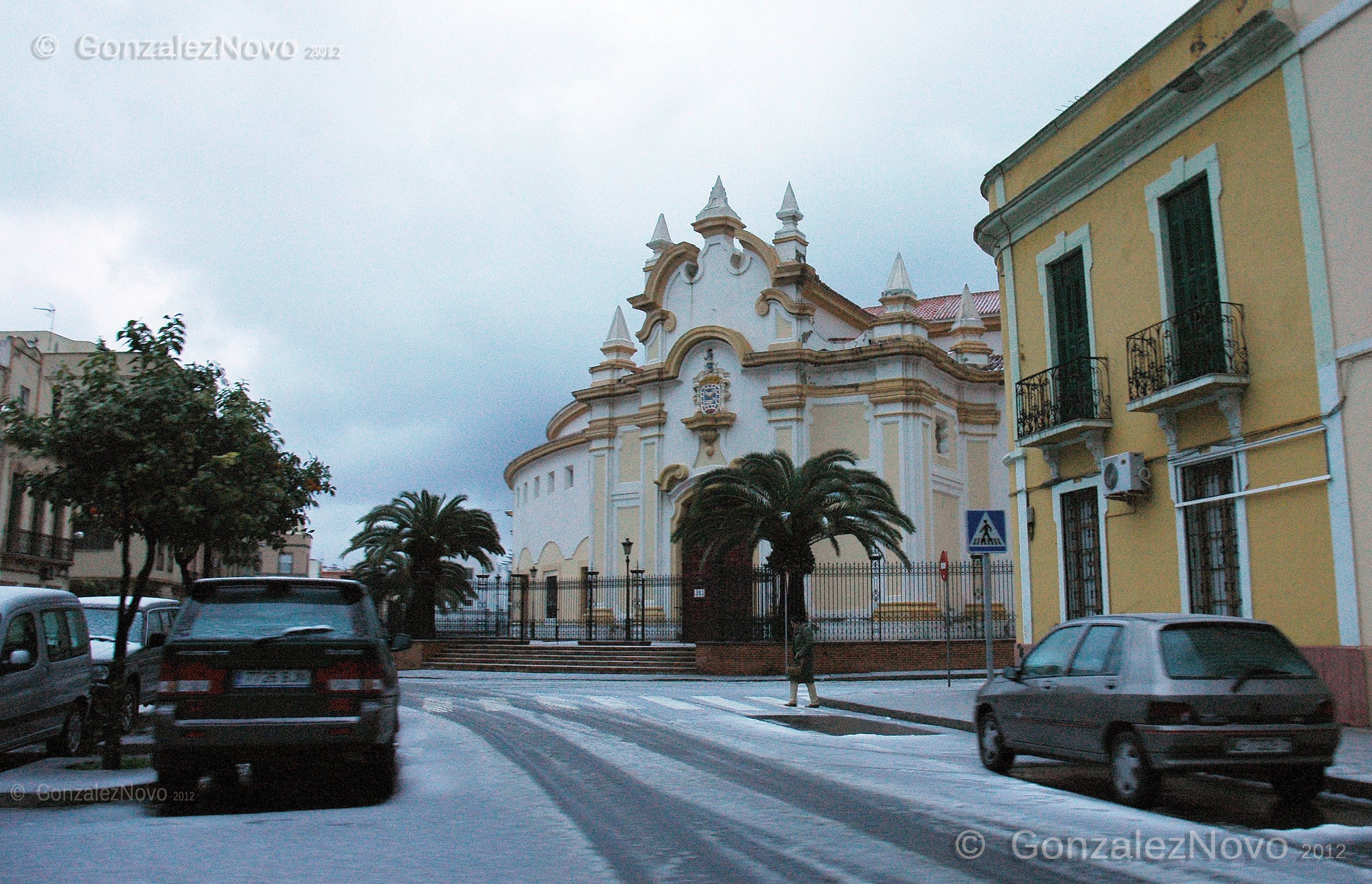
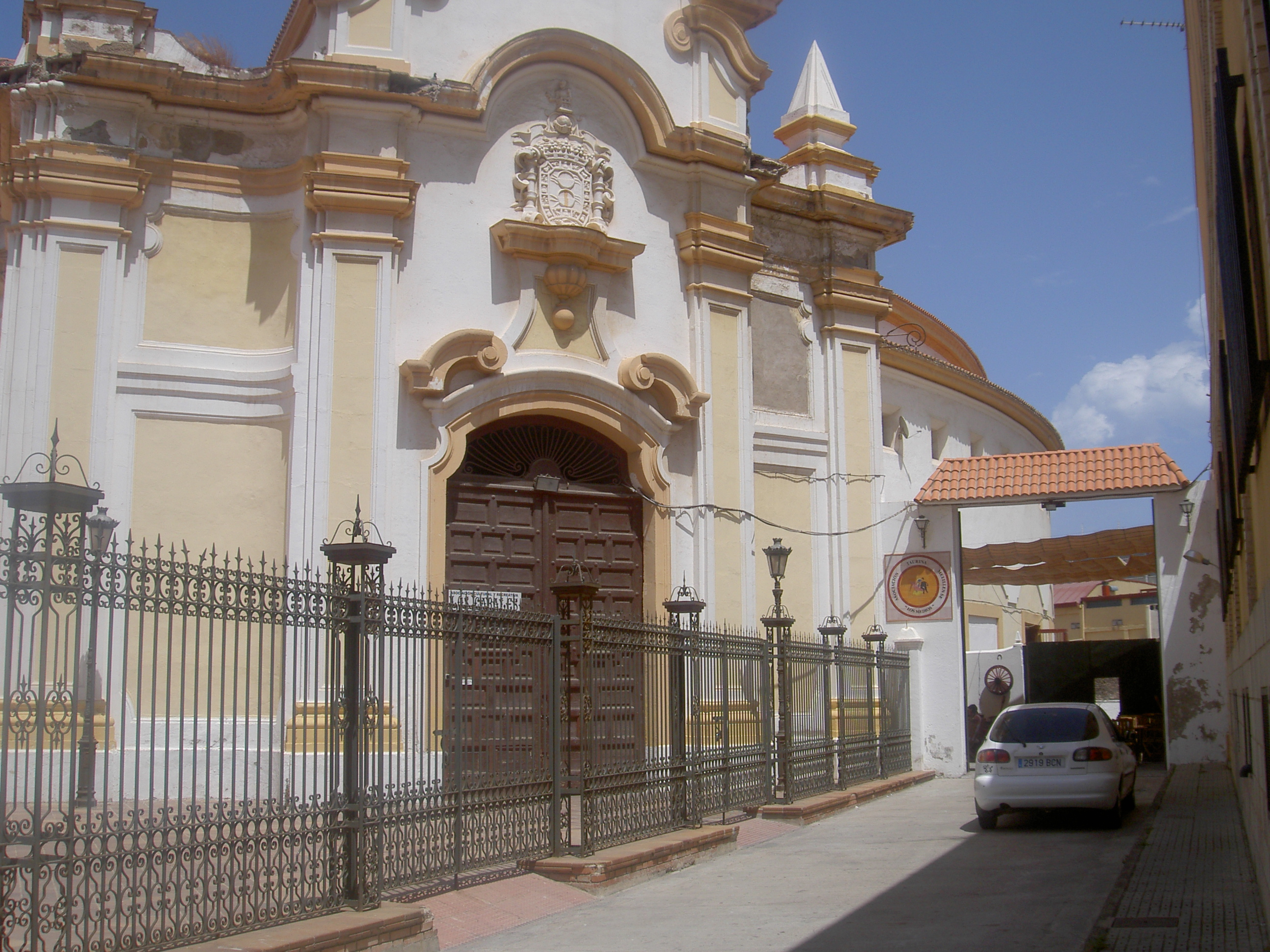
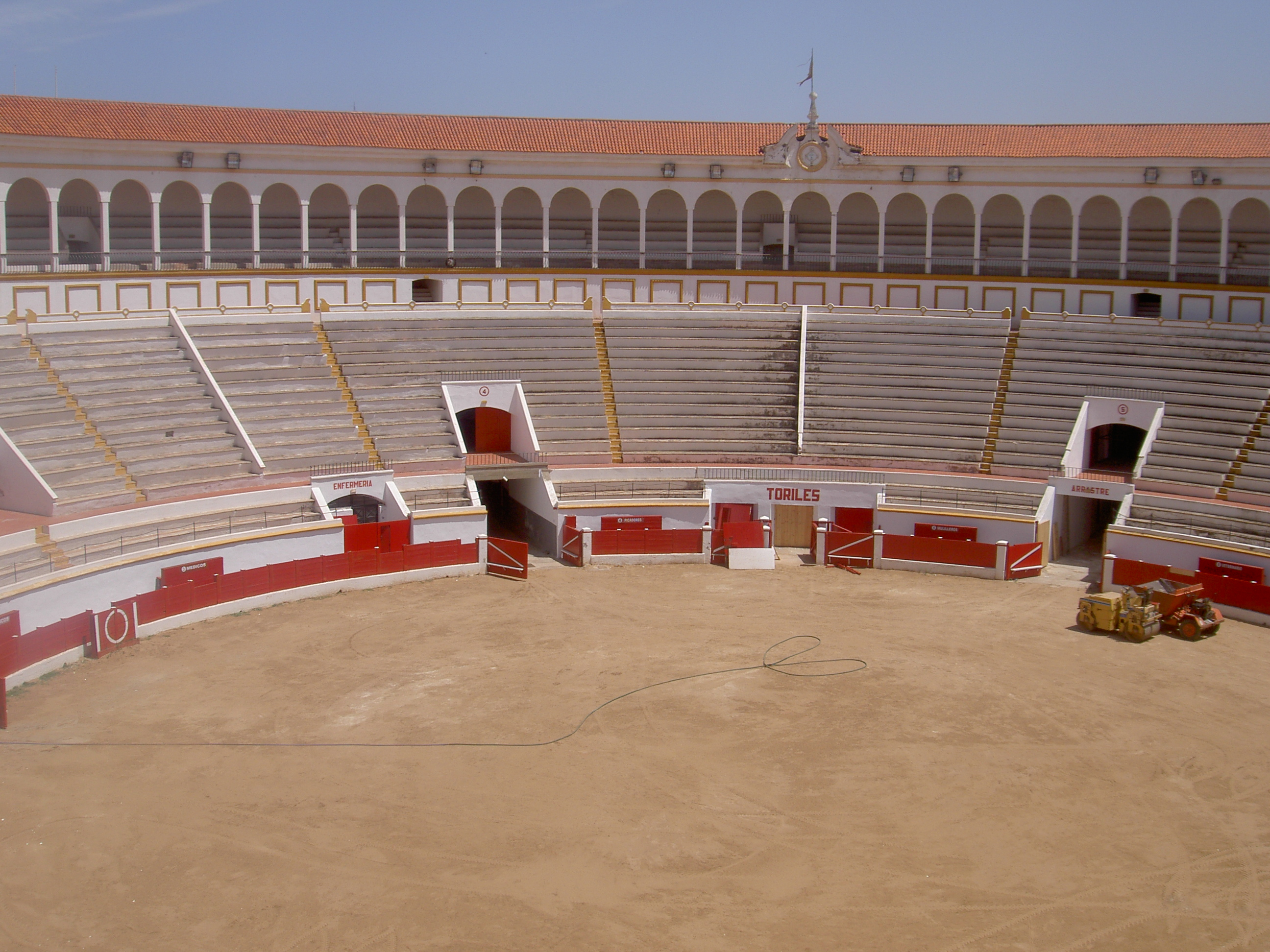
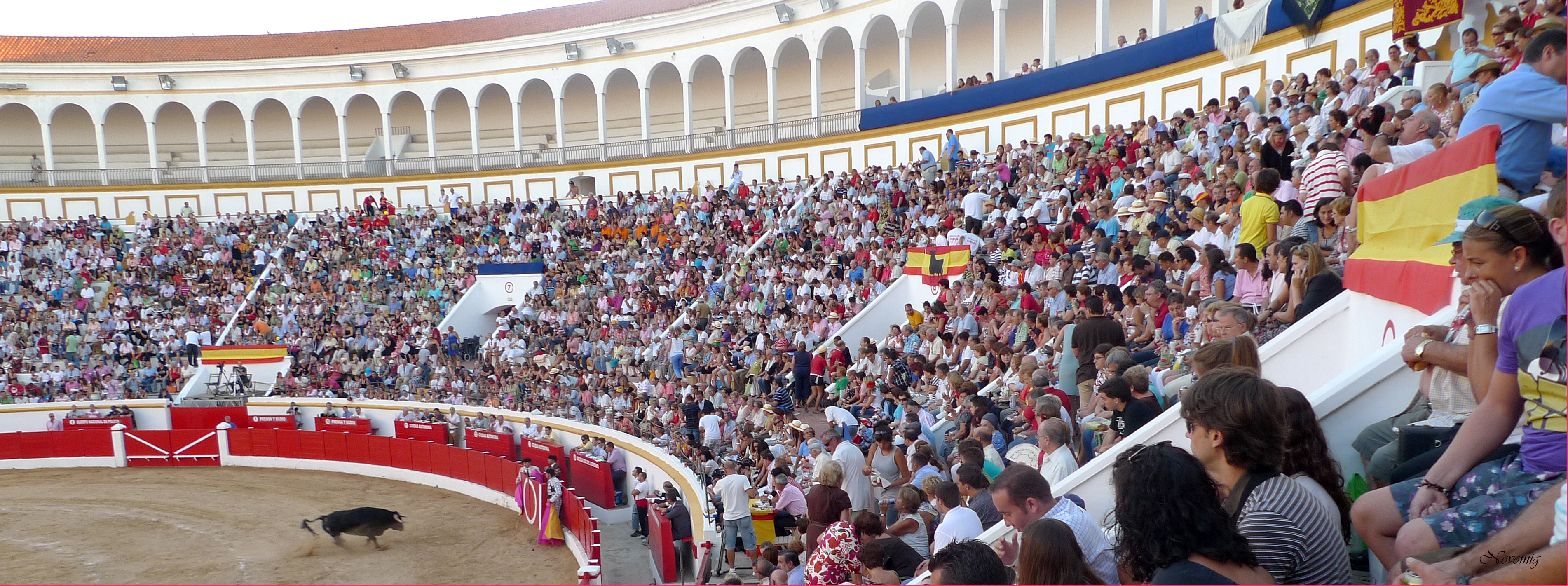

## Descripció
Està construït amb pedra de la zona i maó totxo per als murs de càrrega i bigues de ferro i teules vermelles per a la teulada. Disposa de planta circular, amb un únic anell en dues plantes i tres entrades monumentals, a les quals s'arriba després de pujar unes escalinates o rampes per salvar el desnivell. Té un aforament de 8.000 espectadors i està qualificada de segona categoria.